# (21125) Orff
(21125) Orff est un astéroïde de la ceinture principale.

## Description
(21125) Orff est un astéroïde de la ceinture principale. Il fut découvert par Freimut Börngen le 30 décembre 1992 à Tautenburg. Il présente une orbite caractérisée par un demi-grand axe de 2,34 UA, une excentricité de 0,156 et une inclinaison de 7,129° par rapport à l'écliptique.
Il fut nommé en hommage au compositeur allemand Carl Orff (1895-1982), connu pour sa cantate scénique Carmina Burana.

## Compléments